# South Charleston (Wirginia Zachodnia)
South Charleston – miasto w Stanach Zjednoczonych, w stanie Wirginia Zachodnia, w hrabstwie Kanawha.